# Археологический комплекс Гермонасса-Тмутаракань
Археологический комплекс «Гермонасса-Тмутаракань» расположен на берегу Таманского залива в северной части современной станицы Тамань. Имеет статус памятника археологии федерального значения. Ведомственная подчинённость — Краснодарскому историко-археологическому музею. 

## Памятник

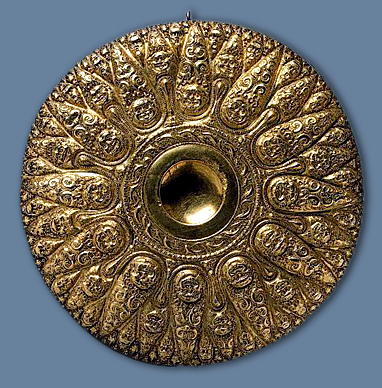
Фиала из кургана Куль-оба - плоская жертвенная чаша без ручек греческих торевтов.Боспорское царство IV в. до. э. Эрмитаж.

Общая площадь памятника — 35 га. Большая часть памятника находится под современной застройкой. Территория, свободная от застройки и частного владения — 3,6 га. Культурные напластования прослеживаются до глубины 12 - 14 метров от поверхности. Размер центральной части городища составляет около 500 м с запада на восток и около 250 м с севера на юг от Таманского залива до Сухого озера. В настоящее время первоначальный облик памятника изменён вследствие разрушения береговой линии водами Таманского залива. В осенне-зимнее время пласты культурного слоя обрушиваются и размываются морем. К настоящему времени утрачено 200 м прибрежной части.
На территории городища жизнь продолжается непрерывно со времени основания греческой колонии в первой половине VI века до н. э. вплоть до наших дней.

### Состав комплекса
- Городище
- Курганный некрополь
- Грунтовые могильники

### Культурные слои
- Гермонасса: VI век до н. э. — VI век н. э.
- Таматарха: VII — последняя четверть X века
- Тмутаракань: последняя треть X — конец XI века
- Матарха-Матрика: XII—XIV века
- Матрега: XIV—XV века
- Таман: XVI — конец XVIII
- Тамань: конец XVIII — начало XXI веков

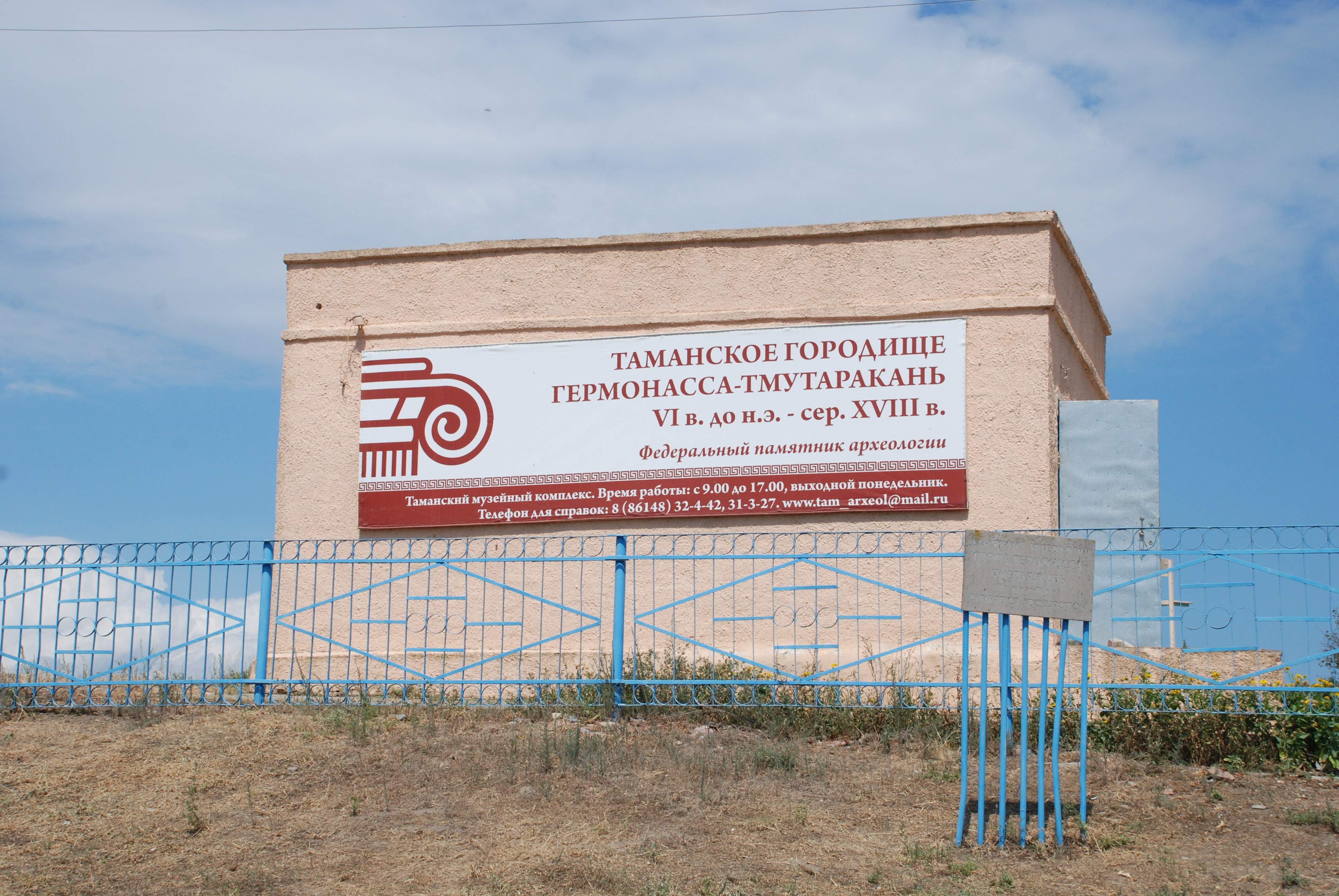
Вход на территорию раскопов
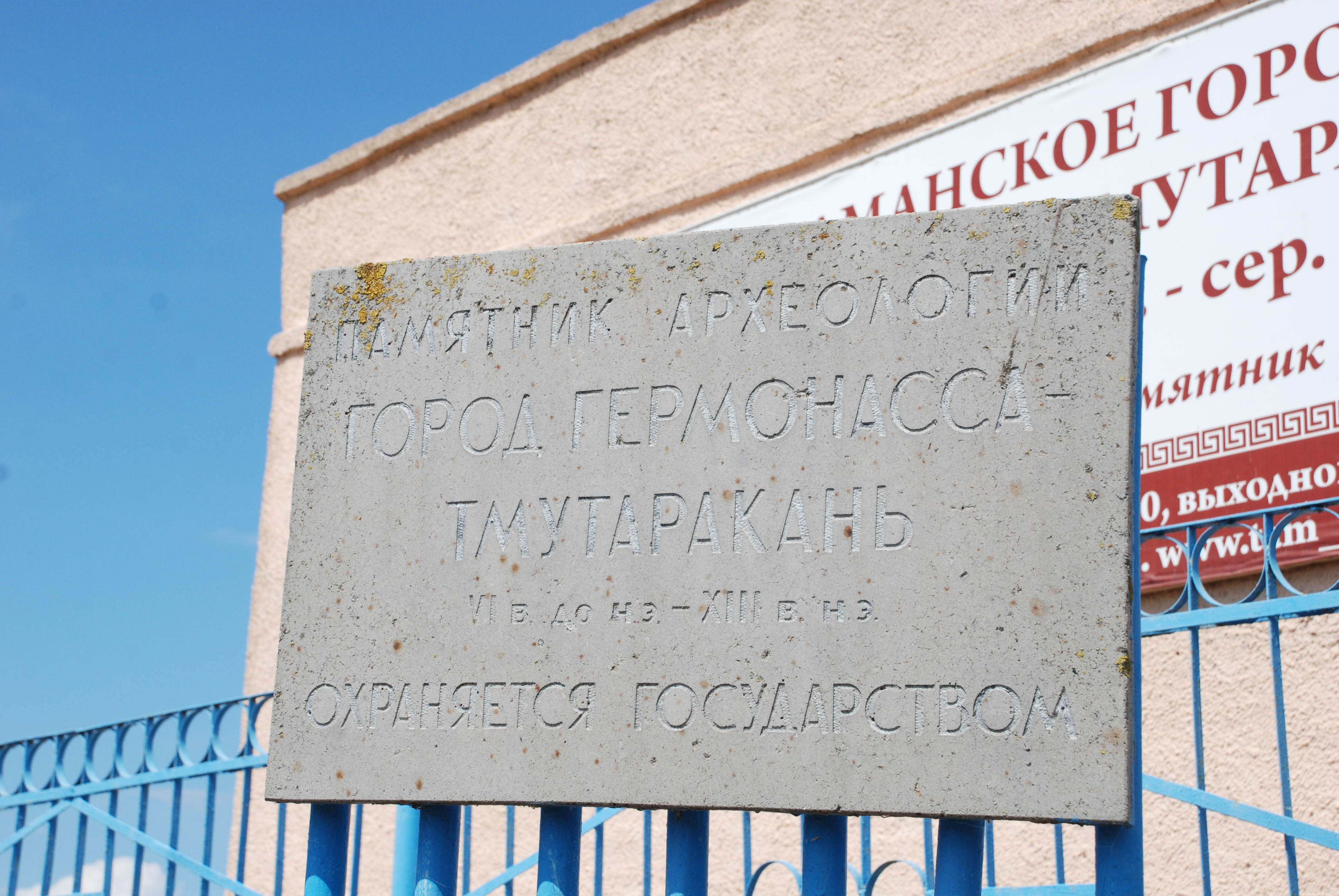
Доска при входе на территорию раскопов
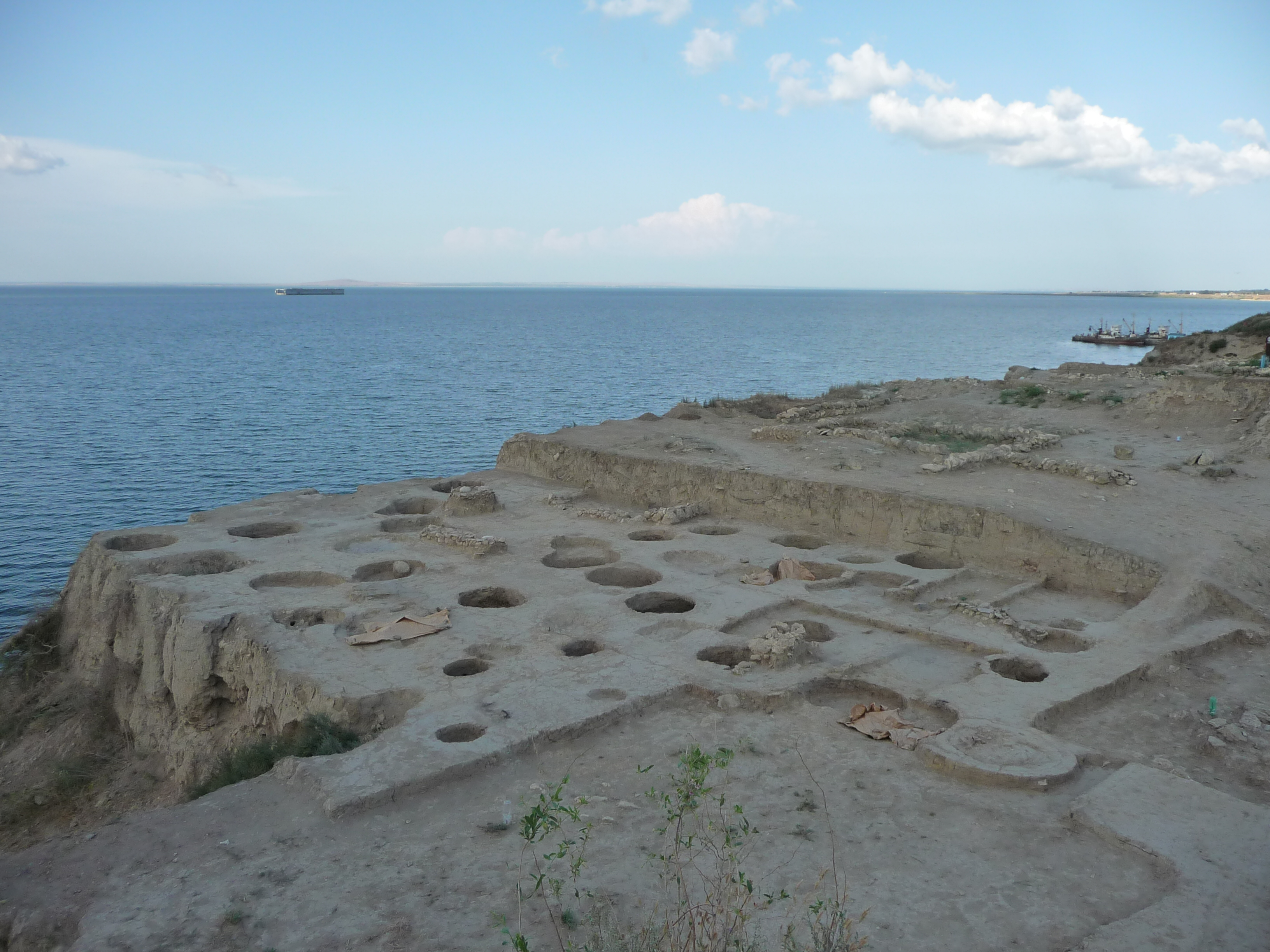
Вид на территорию раскопов 1
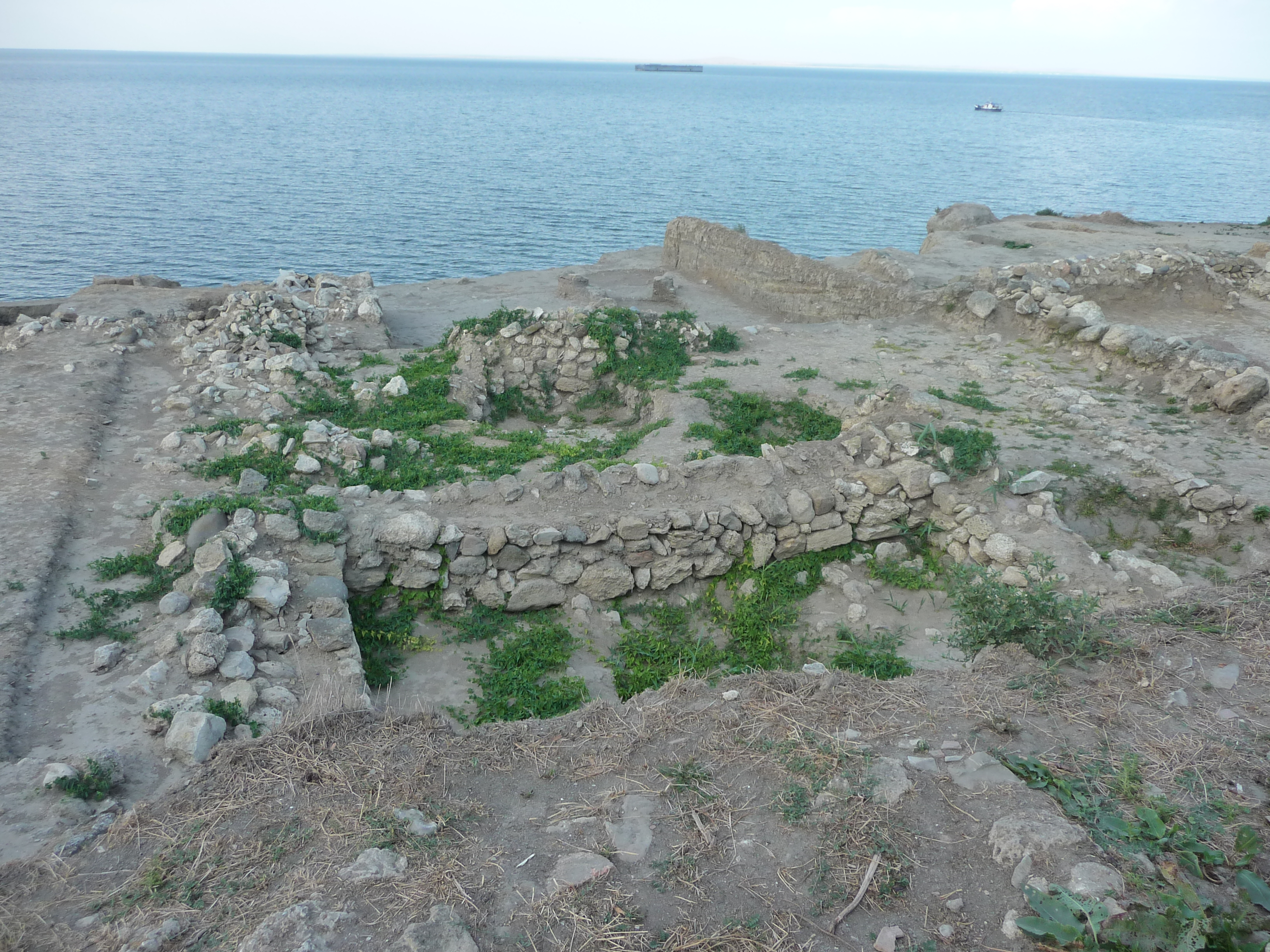
Вид на территорию раскопов 2
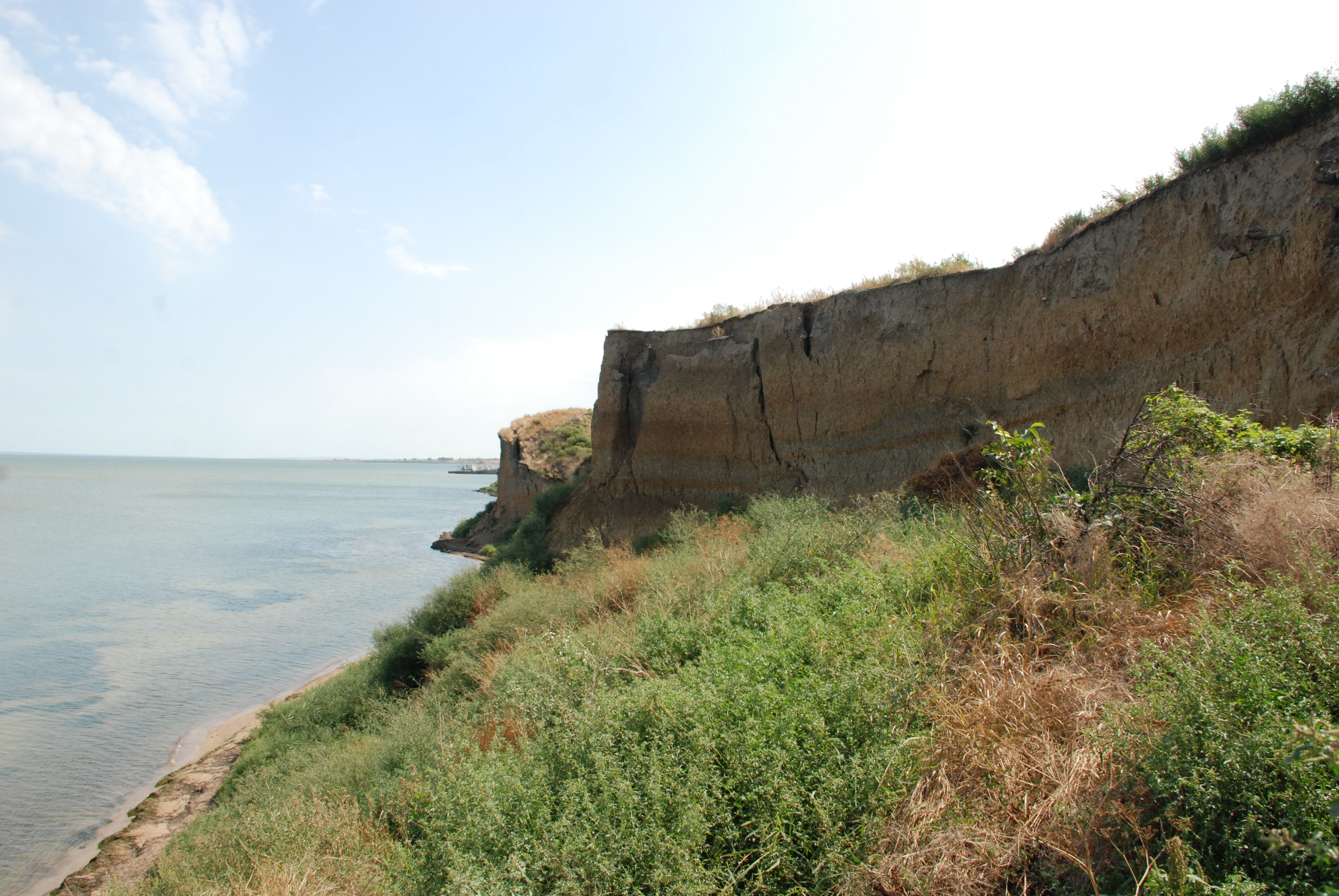
Разрушение береговой линии в зоне раскопов городища Гермонасса-Тмутаракань
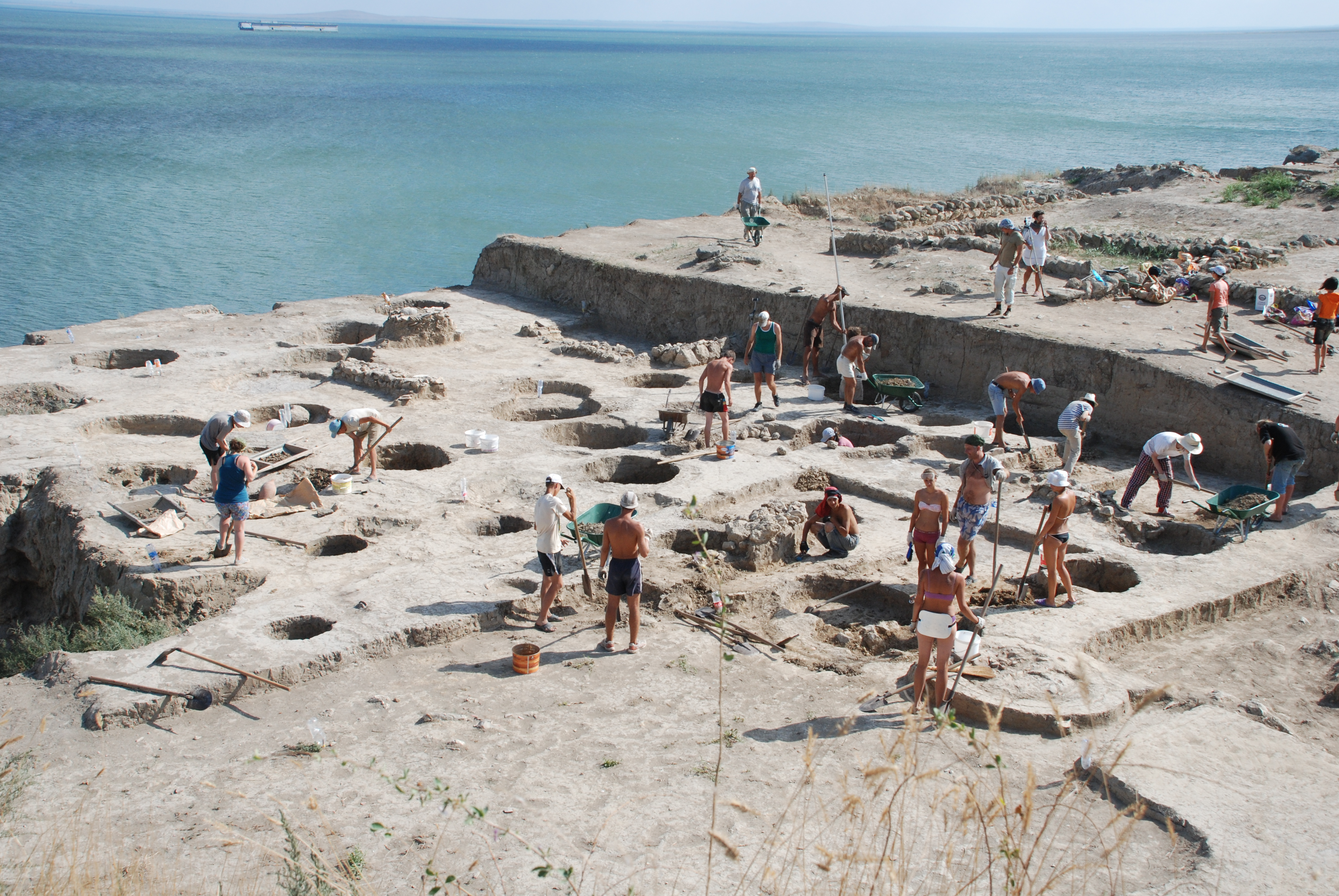
Археологическая экспедиция лета 2012 на раскопах городища Гермонасса-Тмутаракань

## История исследования и раскопок

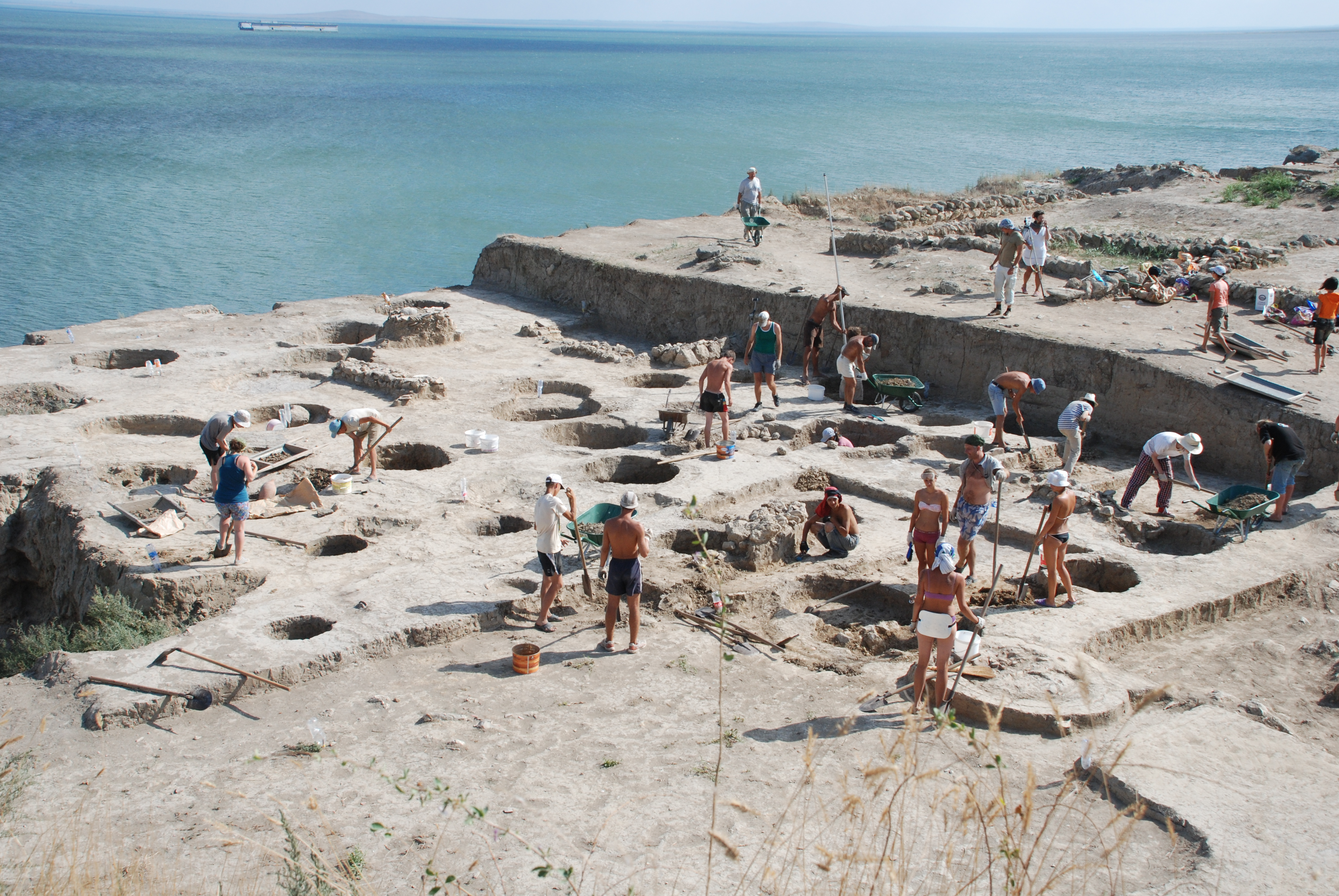
Археологическая экспедиция лета 2012 года.

Таманское городище (площадь около 35 га) раскопано частично, так как большая часть его находится под жилой застройкой или разрушена водами Таманского залива. Раскопки производятся с XIX века и до настоящего времени. Исследовано экспедициями:
- А. А. Миллер в 1930—1931 годы,
- Б. А. Рыбаков в 1952—1955 годы,
- И. Б. Зеест, в 1955—1957 и 1965—1970 годы,
- А. К. Коровина в 1971—1988, также О. В. Богословский в 1984—1986 и И. Н. Богословская в 1988—1996 годы,
- С. И. Финогенова в 1989—2007 годы,
- Э. Р. Устаева с 1999 года,
- Т. А. Ильина с 2007 года,
- В. Н. Чхаидзе с 2007 года.

В 1975 году на базе городища был  основан Таманский археологический музей. В нём представлены все археологические находки, касающиеся истории античной Гермонасы, местных народов от эпохи античности до конца Средневековья — скифов, готов, гуннов, византийских греков и пр. В музее представлены артефакты из раскопанных курганов, наиболее ценные и художественно значимые находки которых (античные ювелирные изделия, надгробия и рельефы, керамика) выставлены в Эрмитаже и в Государственном музее изобразительных искусств имени А. С. Пушкина.